# 逆ギレ
逆ギレ（ぎゃくギレ）とは、本来なら怒られるべき立場の人が、逆に怒り出すことを指す俗語。自らに責められるべき非や過失があるにもかかわらず、反省や謝罪の態度を取らず、逆に怒り出したり怒りの雰囲気を漂わせること。「キレる」という語から派生して「（自分が悪いのに）逆にキレる」ことから「逆ギレ」と呼ばれる。「逆切れ」と表記されることもある。

## 概要
お笑い芸人の松本人志がテレビ番組『ダウンタウンのガキの使いやあらへんで!!』で使い始めたことがきっかけとなり、世間に浸透したとされる。
日本における新型コロナウイルス感染症流行においては、マスク着用をめぐる逆ギレ事例が見られた。2020年9月、ピーチ航空の機内で男性がマスク着用を拒否し、他の乗客に大声を出すなどして「安全な航行に協力しようという姿勢」がなかったため、安全運航を阻害したとして降機させられた。この男性は2020年11月にも長野県内のホテルでマスク着用を拒否してトラブルを起こし、警官10名近くが出動する騒ぎとなった。